# Орешково (аэродром)
Калуга (Орешково) (Kaluga (Oreshkovo)) — недействующий аэродром, расположенный в 13 км юго-западнее города Калуга Калужской области Российской Федерации. Именуется как Орешково.

## История аэродрома
Аэродром расположен в поселке Воротынск Бабынинского района Калужской области и в настоящее время является частным аэродромом малой авиации (авиации общего назначения (АОН)).
Аэродром был построен до Великой Отечественной войны. После освобождения Калуги на аэродроме с декабря 1941 года некоторое время базировался 31-й гвардейский бомбардировочный авиационный Красносельский Краснознамённый полк на самолётах Ли-2.
В марте 1958 года на аэродром перебазирован 176-й гвардейский истребительный авиационный Проскуровский Краснознамённый орденов Кутузова и Александра Невского полк на самолётах МиГ-17, из расформировываемой 324-й иад передан в состав 98-й гвардейской иад 78-го истребительного авиакорпуса ПВО (директива ГШ ВС СССР № орг/6/23295 от 06.03.1958). В период с 26 марта по 31 мая 1960 года полк расформирован на аэродроме.
В 1960 году Постановлением Совета Министров СССР от 17 ноября 1960 и приказом Председателя ЦК ДОСААФ СССР была организована Калужская учебная авиационная организация имени Дважды Героя Советского Союза В. В. Коккинаки (КУАЦ), где проходили подготовку курсанты. В 1965—1966 гг. на базе КУАЦ переучиваются на реактивную технику 25 девушек, которые впоследствии стали рекордсменками СССР и мира в высотных полетах, скорости, подъёме грузов и в дальности перелетов. В числе них была и будущая женщина-космонавт № 2 Светлана Евгеньевна Савицкая.
В 1992 году КУАЦ ДОСААФ был ликвидирован и на аэродром из Западной группы войск перебазировался 336-й отдельный вертолетный полк, где базировался до 2011 года. В 2011 году аэродром передан в муниципальную собственность.
С 2015 года аэродром передан правительством Калужской области клубу «Альбатрос Аэро», который заключил договор концессии на реконструкцию объекта. В настоящее время на аэродроме действует музей авиации, часть экспонатов музея имеют состояние летной годности.

## Регламент работы аэродрома
По линии государственной авиации полностью закрыт приказом заместителя МО РФ от 31 октября 2013 года № 973. Переведен в статус посадочной площадки, передан в долгосрочную аренду субъекту авиации общего назначения. Прилет возможен в разрешительном порядке ИВП (строго по заявке) в любой день с предварительным согласованием с оператором. Воздушное пространство класса «С» (ДЗ МАП «Калуга»). Время работы — ежедневно в светлое время суток, по запросу.

## Авиапарк Орешково
На аэродроме в настоящее время работает музей под открытым небом «Авиапарк Орешково». В своем фонде авиапарк имеет более 30 экспонатов. Часть из них -летающие. Среди экспонатов Nieuport 17 (Ньюпор-17),По-2 (У-2), И-15БИС, И-153, УТ-2, North American T-6 Texan, Douglas C-47 Skytrain, Ил-14, МиГ-3, МиГ-17, МиГ-21, МиГ-23, МиГ-25, МиГ-29, Су-17, Л-39, Л-29, Ми-8, Ми-10.